# Odontosida
Odontosida é um gênero de mariposa pertencente à família Bombycidae.